# 위탄
위탄(韋誕, 179년 ~ 253년)은 중국 후한 말기 ~ 조위의 관료이자 서예가로, 자는 중장(仲將)이며 경조윤 두릉현(杜陵縣) 사람이다. 태복 위단의 아들이자 양주자사 위강의 동생이다.

## 행적
건안 연간에 상계리(上計吏)를 지냈고, 특별히 낭중(郞中)에 올랐다.
태화 연간에는 무도태수에 임명되었으나, 글에 능했으므로 부임하지 않고 조정에 남아서 시중(侍中)이 되었다. 이후 중서감(中書監)이 되었고, 광록대부가 되었다가 은퇴하여 75세에 죽었다.

## 서예
한단순·위개(衛覬)와 함께 서예에 능해 이름을 날렸다. 위기의 손자 위항에 따르면, 전서는 한단순에게서 배웠으나 그에 미치지는 못했다. 초서에 대해서는 장백영(張伯英)을 초성(草聖)이라 일컬었고, 또 강맹영(姜孟穎) · 양공달(梁孔達) · 전언화(田彦和)와 함께 장백영에게 배워 당대에 명성이 있었으나, 장백영에 버금간다는 평가를 받은 아우 장문서(張文舒)에는 미치지 못했다.

## 친척 관계
- 위단 (아버지)
  - 위강 (형제)
  - 위탄